# Ambulyx brunnea
Ambulyx brunnea är en fjärilsart som beskrevs av Clark 1923. Ambulyx brunnea ingår i släktet Ambulyx och familjen svärmare. Inga underarter finns listade i Catalogue of Life.